# 索皮科·古拉米什维利
索皮科·古拉米什维利（羅馬化：Sopik'o Guramishvili，1991年1月1日—），格鲁吉亚国际象棋棋手。
古拉米什维利曾于2003年获国际象棋世界女子12岁组亚军，2006年获世界女子16岁组冠军。2009年，她获得女子特级大师称号。2012年，又获国际大师称号。
古拉米什维利于2015年与俄裔荷籍国际象棋特级大师阿尼什·吉里成婚。